# Slave to the Rhythm (canción)
"Slave to the Rhythm" (español: Esclavo del Ritmo) fue el primer sencillo del álbum Grace Jones del mismo nombre, que fue lanzado en 1985. La canción y el álbum fue escrito por Bruce Woolley, Simon Darlow, Stephen Lipson y Trevor Horn y fue producido por este último. Este fue el primer álbum de Jones en tres años desde 1982, y que contenía ocho variaciones de la misma canción (la cara B es otra variación, que se publicará en CD). El sencillo se convirtió en uno de sus mayores éxitos comerciales y una de las canciones de firma de Jones.
En el álbum Slave to the Rhythm la canción es confusamente re-titulada "Ladies & Gentlemen: Miss Grace Jones". El tema que se llama "Slave to the Rhythm" en el álbum es a su vez una interpretación totalmente diferente de la canción, un hecho que condujo a las compañía de discos Universal Music a agregar la versión incorrecta de uno de los grandes éxitos de Jones en The Ultimate Collection (2006).

## Lanzamientos
El single fue lanzado por primera vez en 1985 y relanzado en una versión remix ("Hot Blooded Version") en 1994. Ambas versiones fueron muy exitosas. La canción alcanzó el #12 en las listas del Reino Unido en 1985 y el #28 en 1994. 
La versión original del sencillo encabezó el Billboard Hot Dance Club Play en 1986 y llegó al Top 20 de varios países europeos y angloparlantes. Se convirtió en su mayor éxito en Alemania, donde alcanzó el puesto #4 y la estancia en el Top 10 durante ocho semanas. En los Países Bajos, "Slave to the Rhythm" llegó al #3 en noviembre de 1985, permaneciendo en la lista durante 12 semanas.

## Video
El clip de vídeo de "Slave to the Rhythm" fue dirigido por el artista francés Jean-Paul Goude, quien fue la pareja de Grace Jones. Comienza con una voz en off del actor Ian McShane, que lee unas líneas de un ensayo de Ian Penman titulado "The Annihilation of Rhythm" (español: "La aniquilación del ritmo"). Este texto dice lo siguiente:
"Rhythm is both the songs manacle and its demonic charge. It is the original breath. It is the whisper of unremitting demand. 'What do you still want of me?', says the singer".

"El ritmo es a la vez el grillete de la canción y su carga demoníaca. Es el aliento original. Es el susurro de una exigencia incesante. '¿Qué quieres todavía de mí?', dice la cantante".
El vídeo consiste en gran parte de extractos de varios comerciales y videos para Jones (como "I've Seen That Face Before (Libertango)" y "Pull Up to the Bumper", ambos de 1981) que realizó Jean-Paul Goude en los años anteriores a "Slave to the Rhythm", además de otras piezas gráficas de otros autores.
Los comerciales y videos que se incluyeron son:
- Citroën CX GTi Turbo, comercial protagonizado por Jones (1984)[8]
- Lee Cooper/Wrangler Jeans, 1983[9]
- Lee Cooper/Wrangler Jeans, 1985[10]
- Kodak Kodachrome, (1985)[11]

## Lista de canciones
(No se debe confundir con la canción "Ladies & Gentlemen: Miss Grace Jones")
- US 7" single (1985)  Island/Manhattan B-50020-RE-1

1. "Slave to the Rhythm" (Versión Editada) - 3:53
2. "Ladies & Gentlemen (Editada)" - 3:30

- US 12" promo (1985)  Island/Manhattan/ZTT SPRO-9582/3

1. "Slave to the Rhythm" (Versión Editada) - 3:53
2. "Slave to the Rhythm" - 6:03
3. "Jones the Rhythm" (Versión Editada) - 3:58

## Listas musicales
| Lista musical (1985)               | Posición |
| ---------------------------------- | -------- |
| Australia                          | 20       |
| Reino Unido                        | 12       |
| Alemania                           | 4        |
| Países Bajos                       | 3        |
| U.S. Billboard Hot Dance Club Play | 1        |